# ذروة الطلب
ذروة الطلب هو مصطلح يستخدم للإشارة إلى نقطة عالية تاريخيًا في سجل مبيعات منتج معين. وفيما يتعلق باستخدام الطاقة، تصف ذروة الطلب فترة زيادة الطلب من المستهلك.

## الحمل الأعلى
ذروة الطلب أو الحمل الأعلى أو الطلب العالي هي مصطلحات تستخدم في ترشيد الطاقة لوصف فترة يتوقع فيها توفير الطاقة الكهربائية لمدة ثابتة على مستوى إمداد أعلى بكثير من المستوى المتوسط.

يمكن أن تحدث تقلبات في ذروة الطلب بشكل يومي وشهري وموسمي وسنوي. وبالنسبة لشركة المرافق الكهربائية، فإن نقطة ذروة الطلب الفعلية هي فترة النصف ساعة أو الساعة التي تمثل أعلى نقطة استهلاك للكهرباء من المستهلكين.

### الحمل دون الذروة
تعتبر ذروة الطلب عكس ساعات الحمل دون الذروة عندما يكون الطلب على الطاقة منخفضًا عادةً.
وتوجد معدلات الحمل دون الذروة لوقت الاستخدام (TOU).

### الاستجابة

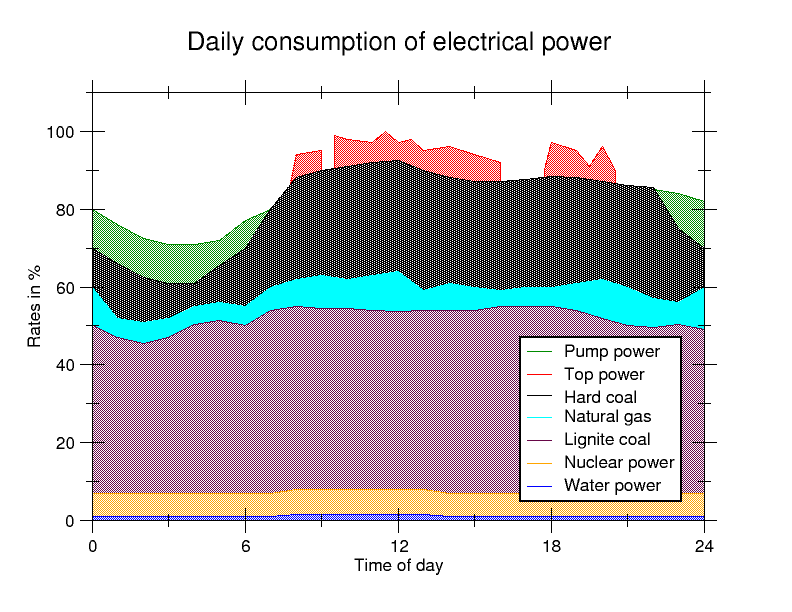
معدل الاستهلاك اليومي المعتاد للطاقة الكهربائية في ألمانيا

قد تتجاوز ذروة الطلب الحد الأقصى لمستويات الإمداد التي يمكن لقطاع الطاقة الكهربائية توليدها؛ مما يتسبب في انقطاع التيار الكهربائي وفصل الأحمال. وكثيرًا ما يحدث ذلك خلال موجات الحر الشديد عندما يزيد استخدام مكيفات الهواء والمراوح التي تعمل بالكهرباء من معدل استهلاك الطاقة بشكل كبير. وقد تطلب السلطات المعنية خلال أوقات نقص الكهرباء من الجمهور تقليل استهلاك الطاقة وتحويلها إلى أوقات عدم الذروة.

### محطات توليد الطاقة
تسمى محطات توليد الطاقة التي تمد الشبكات الكهربائية بالطاقة من أجل فترات ذروة الطلب محطات توليد الكهرباء الذروية أو «محطات الذروة». ومن الممكن أن تعمل محطات توليد الطاقة التي تعمل بالغاز الطبيعي بسرعة، ولذلك كثيرًا ما يتم استخدامها في أوقات ذروة الطلب. وتستخدم السدود التي تعمل بالتخزين بالضخ، مثل سد كارترز لتلبية ذروة الطلب أيضًا.